# Syrrhopodon fraserianus
Syrrhopodon fraserianus är en bladmossart som beskrevs av Pierre Tixier 1971. Syrrhopodon fraserianus ingår i släktet Syrrhopodon och familjen Calymperaceae. Inga underarter finns listade i Catalogue of Life.